# Risibles Amours
Risibles Amours (en tchèque : Směšné lásky) est un recueil de sept nouvelles de Milan Kundera écrites entre 1959 et 1968, soit avant, pendant et après la rédaction de son premier roman, La Plaisanterie. D'expression tchèque, il a été écrit en Bohême. Le recueil est publié en 1970 sur une traduction de François Kérel, celle-ci est revue par l'auteur pour l'édition de 1986. 

## L'écriture et les thèmes
Il est souvent reconnu que ce recueil est « le point de départ de toute l'entreprise romanesque de Milan Kundera ». En effet, les principaux thèmes, voire thèses, développés dans les romans de Kundera sont ici abordés. Risibles amours constituerait une sorte de laboratoire pour ses premiers romans. 
C'est également lors de l'écriture du recueil et notamment de la première nouvelle, Personne ne va rire, que vient la vocation de l'écrivain, il déclare au journaliste Lois Oppenheim : « Jusqu'à l'âge de trente ans, j'ai écrit plusieurs choses : de la musique, surtout, mais aussi de la poésie et même une pièce de théâtre. Je travaillais dans plusieurs directions différentes - cherchant ma voix, mon style et me cherchant moi-même. Avec le premier récit de Risibles amours (je l'ai écrit en 1959), j'ai eu la certitude de "m'être trouvé". Je suis devenu prosateur, romancier, et je ne suis rien d'autre »
Les thèmes principaux sont l'amour et la fidélité, l'identité, l'être et le paraître, etc., tous les grands thèmes propres à Kundera. L'auteur veut jeter un regard "lucide et désabusé" sur la société, comme il le précise dans Les Testaments trahis : « la seule chose que je désirais alors profondément, avidement, c'était un regard lucide et désabusé. Je l'ai trouvé enfin dans l'art du roman. C'est pourquoi être romancier fut pour moi plus que pratiquer un "genre littéraire" parmi d'autres ; ce fut une attitude, une sagesse, une position. » Kundera brosse un portrait désenchanté de l'érotisme. Les personnages sont en décalage par rapport aux situations comiques et légères dans lesquelles ils sont plongés et le sérieux avec lequel ils abordent ces situations.

## Le recueil
Le recueil a une cohérence, il est d'une structure complexe et équilibrée et l'intérêt de l'œuvre ne réside pas exclusivement dans le fait que ce soit une œuvre de jeunesse. François Ricard dira d'ailleurs qu'on a guère remarqué à quel point ce livre est construit, à quel point sa composition est à la fois équilibrée et complexe
François Ricard établit une analyse de la structure de l'œuvre en chiasme, de type A-B-C-D-C-B-A. 
- Les nouvelles sont symétriques, ainsi, dans les première et dernière nouvelles, Personne ne va rire et Edouard et Dieu, les deux personnages sont face à un monde où le rire n'est pas permis, alors qu'ils découvrent le comique de leur situation.
- Les deuxième et sixième nouvelles, La pomme d'or de l'éternel désir et Le docteur Havel vingt ans plus tard, présentent deux don Juan, c’est-à-dire, selon la définition qu'en fait Kundera, deux personnages qui accordent plus d'importance au jeu de la séduction qu'à l'acte final.
- Les troisième et cinquième nouvelles, Le jeu de l'auto-stop et Que les vieux morts cèdent la place aux jeunes morts, rendent compte de la rencontre érotique d'un couple sur fond d'illusion, avec un acte sexuel à moitié provoqué, à moitié consenti.
- Cette construction met en valeur la nouvelle centrale, Le colloque, qui est aussi la nouvelle la plus longue et la plus segmentée. Il s'agit principalement de dialogues concernant les thèmes évoqués, comme si cette nouvelle avait pu être le récit enchâssant le reste. Mais Kundera décide d'en faire le cœur de l'œuvre, la nouvelle devient alors la clé de voûte du récit, donnant sa cohérence au recueil.

### Personne ne va rire
Un assistant qui écrit quelques articles dans une revue d'art se refuse à rédiger une note sur le travail d'un certain M. Zaturecky, parce qu'il refuse de mentir à son sujet et ne veut pas s'en faire un ennemi. Celui-ci insiste pendant plusieurs semaines ; l'assistant, excédé, l'accuse d'avoir tenté de séduire sa compagne Klara. Pensant en être débarrassé, il se fait accuser de calomnie. Cette nouvelle à pour grand thème de montrer la fille amoureuse face à un garçon moins investi, ce qui donne le sentiment d'être déçu, de se sentir pathétique face au sentiment non partagé.   
« Nous traversons le présent les yeux bandés. Tout au plus pouvons-nous pressentir et deviner ce que nous sommes en train de vivre. Plus tard seulement, quant est dénoué le bandeau et que nous examinons le passé, nous nous rendons compte de ce que nous avons vécu et nous en comprenons le sens ».
« Selon la manière dont on le présente, le passé de n'importe lequel d'entre nous peut aussi bien devenir la biographie d'un chef d'État bien-aimé que la biographie d'un criminel ».
« Il me fallut encore un moment pour comprendre que mon histoire (malgré le silence glacial qui m'entourait) n'est pas du genre tragique, mais plutôt comique. Ce qui m'apporta une sorte de consolation ».

### La pomme d'or de l'éternel désir
Dans une virée en voiture, Martin explique au narrateur les bases de la drague, à l'aide de mises en pratique. 
« Une foi trop ardente est le pire des alliés. [...] Dès que l'on prend une chose à la lettre, la foi pousse cette chose à l'absurde ».

### Le jeu de l'auto-stop
Un couple s'invente un scénario érotique dans lequel l'homme joue un automobiliste et la femme une auto-stopeuse. L'acte sexuel deviendra une évidence, non qu'il y ait eu une envie de chacun des partenaires, mais parce que le scénario ne peut se conclure qu'avec cet acte, "l'amour sans sentiment et sans amour". 
« Dans le jeu on n'est pas libre, pour le joueur le jeu est un piège ».

### Le colloque
La nouvelle se distingue fortement des autres parce qu'elle ressemble à une pièce de théâtre, à un vaudeville. 5 personnages sont réunis dans la salle de garde d'un hôpital pour discuter avec facétie de l'amour. L'action, qui caractérise les autres nouvelles, laisse place au commentaires. 
« L'érotisme n'est pas seulement désir du corps, mais, dans une égale mesure, désir d'honneur. Un partenaire que nous avons eu, qui tient à nous et qui nous aime, devient notre miroir, il est la mesure de notre importance et de notre mérite ».
« Si l'on était responsable que des choses dont on a conscience, les imbéciles seraient d'avance absous de toute faute. [...] l'homme est tenu de savoir. L'homme est responsable de son ignorance. L'ignorance est une faute ».
« Uriner dans la nature est un rite religieux par lequel nous promettons à la terre d'y retourner, un jour, tout entier ».

### Que les vieux morts cèdent la place aux jeunes morts
Un homme rencontre une femme qu'il n'avait pas vu depuis quinze ans. Il était amoureux d'elle, mais elle a vieilli. Il sera tiraillé entre le désir intense qu'il avait quinze ans auparavant et la vieillesse actuelle de la femme. 
« toute la valeur de l'être humain tient à cette faculté de se surpasser, d'être en dehors de soi, d'être en autrui et pour autrui ».

### Le docteur Havel vingt ans plus tard
Le docteur Havel, que l'on avait déjà vu dans le colloque, est vieux et marié à une jeune actrice. Il doit faire une cure dans un établissement de province pour des problèmes de santé. Là, un jeune reporter qui lui porte une certaine admiration cherche à l'interviewer. 
« [...] elle était excessivement bavarde, ce qui pouvait passer pour une pénible manie, mais aussi pour une heureuse disposition qui permettait à son partenaire de s'abandonner à ses propres pensées sans risque d'être surpris ».

### Edouard et Dieu
La nouvelle s'ancre dans la Tchécoslovaquie socialiste naissante. Edouard, amoureux d'une fille très croyante, ne perçoit pas tout de suite que la croyance ou la non-croyance en Dieu est quelque chose de très sérieux. Pour draguer la jeune fille, il se met à jouer le fou de Dieu. Cela est assez dangereux dans la Tchécoslovaquie communiste et il est remarqué par la directrice, puis par le concierge de l'école dans laquelle il est instituteur, il est alors convoqué et interrogé sur ses convictions religieuses. Il décide alors de se faire passer pour véritablement croyant, jouant la carte d'une fausse honnêteté et affirmant croire malgré lui. Pour travailler à la rééducation d'Édouard, la directrice l'invite plusieurs fois chez elle. Ces rencontres aboutiront à l'union physique malaisée des deux individus. Le style peut faire penser à Jacques le fataliste de Denis Diderot. 
« [...] il faisait l'affaire de ses concitoyens qui, comme chacun sait, adorent les martyrs, car ceux-ci les confirment dans leur douce inaction en leur démontrant que la vie n'offre qu'une alternative : être livré au bourreau ou obéir ».
« [...] c'est toujours ce qui se passe dans la vie : on s'imagine jouer son rôle dans une certaine pièce, et l'on ne soupçonne pas qu'on vous a discrètement changé les décors, si bien que l'on doit, sans s'en douter, se produire dans un autre spectacle ».
« Suppose que tu rencontres un fou qui affirme qu'il est un poisson et que nous sommes tous des poissons. Vas-tu te disputer avec lui ? Vas-tu te déshabiller devant lui pour lui montrer que tu n'as pas de nageoires ? Vas-tu lui dire en face ce que tu penses ?" Son frère se taisait, et Edouard poursuivit : "Si tu ne lui disais que la vérité, que ce que tu penses vraiment de lui, ça voudrait dire que tu consens à avoir une discussion sérieuse avec un fou et que tu es toi-même fou. C'est exactement la même chose avec le monde qui nous entoure. Si tu t'obstinais à lui dire la vérité en face, ça voudrait dire que tu le prends au sérieux. Et prendre au sérieux quelque chose d'aussi peu sérieux, c'est perdre soi-même tout son sérieux. Moi, je dois mentir pour ne pas prendre au sérieux des fous et ne pas devenir moi-même fou. »

## Adaptations
- La première nouvelle, Personne ne va rire a été adapté au cinéma par Hynek Bočan en 1965 : Personne ne rira (Nikdo se nebude smát, 1965).
- Milan Kundera et Antonín Kachlík écrivent le scénario du film Já, truchlivý bůh (Moi, le Dieu impitoyable) en s'inspirant du recueil de nouvelles et en particulier des nouvelles La pomme d'or de l'éternel désir et Le docteur Havel vingt ans plus tard. Le film est réalisé par Kachlík en 1969.
- Jacques Lassalle adapte le recueil au théâtre en 1977 au Studio-Théâtre de Vitry.
- Nekfeu, dans son album Feu (2015), fait référence à ce recueil dans le morceau du même nom. Il y aborde le thème de l'amour et de la relation après une rupture avec la femme aimée, et à Adrien Le Grand. Dans un entretien de mai 2015 au magazine Les Inrockuptibles, Nekfeu parle de Milan Kundera comme l'une de ses « références en littérature »[18].